# Apfelbeckia duplocalca
Apfelbeckia duplocalca är en mångfotingart som beskrevs av Carl Graf Attems 1951. Apfelbeckia duplocalca ingår i släktet Apfelbeckia och familjen Schizopetalidae. Inga underarter finns listade i Catalogue of Life.